# 1977-es NHL-amatőr draft
Az 1977-es NHL-amatőr draftot a kanadai Montréalban tartották meg. Ez volt a 15. draft.

## A draft
|  | = NHL All-Star |  |  | = A Jégkorong Hírességek Csarnokának a tagja |

### Első kör
| #  | Játékos         | Poszt       | Nemzetiség | NHL-csapat            | Egyetem/junior/klub csapat     |
| -- | --------------- | ----------- | ---------- | --------------------- | ------------------------------ |
| 1  | Dale McCourt    | Center      | Kanada     | Detroit Red Wings     | St. Catharines Fincups (OMJHL) |
| 2  | Barry Beck      | Védő        | Kanada     | Colorado Rockies      | New Westminster Bruins (WCHL)  |
| 3  | Robert Picard   | Védő        | Kanada     | Washington Capitals   | Montréal Juniors (QMJHL)       |
| 4  | Jere Gillis     | Bal szélső  | Kanada     | Vancouver Canucks     | Sherbrooke Beavers (QMJHL)     |
| 5  | Mike Crombeen   | Jobb szélső | Kanada     | Cleveland Barons      | Kingston Canadians (OMJHL)     |
| 6  | Douglas Wilson  | Védő        | Kanada     | Chicago Black Hawks   | Ottawa 67's (OMJHL)            |
| 7  | Brad Maxwell    | Védő        | Kanada     | Minnesota North Stars | New Westminster Bruins (WCHL)  |
| 8  | Lucien DeBlois  | Jobb szélső | Kanada     | New York Rangers      | Sorel Éperviers (QMJHL)        |
| 9  | Scott Campbell  | Védő        | Kanada     | St. Louis Blues       | London Knights (OMJHL)         |
| 10 | Mark Napier     | Jobb szélső | Kanada     | Montréal Canadiens    | Birmingham Bulls (WHA)         |
| 11 | John Anderson   | Jobb szélső | Kanada     | Toronto Maple Leafs   | Toronto Marlboros (OMJHL)      |
| 12 | Trevor Johansen | Védő        | Kanada     | Toronto Maple Leafs   | Toronto Marlboros (OMJHL)      |
| 13 | Ron Duguay      | Center      | Kanada     | New York Rangers      | Sudbury Wolves (OMJHL)         |
| 14 | Ric Seiling     | Jobb szélső | Kanada     | Buffalo Sabres        | St. Catharines Fincups (OMJHL) |
| 15 | Mike Bossy      | Jobb szélső | Kanada     | New York Islanders    | Laval National (QMJHL)         |
| 16 | Dwight Foster   | Jobb szélső | Kanada     | Boston Bruins         | Kitchener Rangers (OMJHL)      |
| 17 | Kevin McCarthy  | Védő        | Kanada     | Philadelphia Flyers   | Winnipeg Monarchs (WCHL)       |
| 18 | Norm Dupont     | Bal szélső  | Kanada     | Montréal Canadiens    | Montréal Juniors (QMJHL)       |
|    |                 |             |            |                       |                                |

### Második kör
| #  | Játékos         | Poszt       | Nemzetiség                | NHL-csapat            | Egyetem/junior/klub csapat         |
| -- | --------------- | ----------- | ------------------------- | --------------------- | ---------------------------------- |
| 19 | Jean Savard     | Center      | Kanada                    | Chicago Black Hawks   | St. Catharines Fincups (OMJHL)     |
| 20 | Miles Zaharko   | Védő        | Kanada                    | Atlanta Flames        | New Westminster Bruins (WCHL)      |
| 21 | Mark Lofthouse  | Jobb szélső | Kanada                    | Washington Capitals   | Montréal Juniors (QMJHL)           |
| 22 | Jeff Bandura    | Védő        | Kanada                    | Vancouver Canucks     | Portland Winter Hawks (WCHL)       |
| 23 | Dan Chicoine    | Jobb szélső | Kanada                    | Cleveland Barons      | Sherbrooke Beavers (QMJHL)         |
| 24 | Bob Gladney     | Védő        | Kanada                    | Toronto Maple Leafs   | Oshawa Generals (OMJHL)            |
| 25 | Dave Semenko    | Bal szélső  | Kanada                    | Minnesota North Stars | Brandon Wheath Kings (WCHL)        |
| 26 | Mike Keating    | Bal szélső  | Kanada                    | New York Rangers      | St. Catharines Fincups (OMJHL)     |
| 27 | Neil Labatte    | Védő        | Kanada                    | St. Louis Blues       | Toronto Marlboros (OMJHL)          |
| 28 | Red Laurence    | Center      | Kanada                    | Atlanta Flames        | Kitchener Rangers (OMJHL)          |
| 29 | Rocky Saganiuk  | Jobb szélső | Kanada                    | Toronto Maple Leafs   | Lethbridge Broncos (WCHL)          |
| 30 | Jim Hamilton    | Jobb szélső | Kanada                    | Pittsburgh Penguins   | London Knights (OMJHL)             |
| 31 | Brian Hill      | Jobb szélső | Kanada                    | Atlanta Flames        | Medicine Hat Tigers (WCHL)         |
| 32 | Ron Areshenkoff | Center      | Kanada                    | Buffalo Sabres        | Medicine Hat Tigers (WCHL)         |
| 33 | John Tonelli    | Center      | Kanada                    | New York Islanders    | Houston Aeros (WHA)                |
| 34 | Dave Parro      | Kapus       | Kanada                    | Boston Bruins         | Saskatoon Blades (WCHL)            |
| 35 | Tom Gorence     | Jobb szélső | Amerikai Egyesült Államok | Philadelphia Flyers   | University of Minnesota (WCHA)     |
| 36 | Rod Langway     | Védő        | Amerikai Egyesült Államok | Montréal Canadiens    | University of New Hampshire (ECAC) |
|    |                 |             |                           |                       |                                    |

### Harmadik kör
| #  | Játékos        | Poszt       | Nemzetiség                | NHL-csapat          | Egyetem/junior/klub csapat     |
| -- | -------------- | ----------- | ------------------------- | ------------------- | ------------------------------ |
| 37 | Rick Vasko     | Védő        | Kanada                    | Detroit Red Wings   | Peterborough Petes (OMJHL)     |
| 38 | Doug Berry     | Center      | Kanada                    | Colorado Rockies    | University of Denver (WCHA)    |
| 39 | Eddy Godin     | Jobb szélső | Kanada                    | Washington Capitals | Quebec Remparts (QMJHL)        |
| 40 | Glen Hanlon    | Kapus       | Kanada                    | Vancouver Canucks   | Brandon Wheat Kings (WCHL)     |
| 41 | Reg Kerr       | Bal szélső  | Kanada                    | Cleveland Barons    | Kamloops Chiefs (WCHL)         |
| 42 | Guy Lash       | Jobb szélső | Kanada                    | Cleveland Barons    | Winnipeg Monarchs (WCHL)       |
| 43 | Alain Côté     | Bal szélső  | Kanada                    | Montréal Canadiens  | Chicoutimi Saguenéens (QMJHL)  |
| 44 | Steve Baker    | Kapus       | Amerikai Egyesült Államok | New York Rangers    | Union College (ECAC)           |
| 45 | Tom Roulston   | Center      | Kanada                    | St. Louis Blues     | Winnipeg Monarchs (WCHL)       |
| 46 | Pierre Lagace  | Bal szélső  | Kanada                    | Montréal Canadiens  | Quebec Remparts (QMJHL)        |
| 47 | Randy Pierce   | Jobb szélső | Kanada                    | Colorado Rockies    | Sudbury Wolves (OMJHL)         |
| 48 | Kim Davis      | Center      | Kanada                    | Pittsburgh Penguins | Flin Flon Bombers (WCHL)       |
| 49 | Moe Robinson   | Védő        | Kanada                    | Montréal Canadiens  | Kingston Canadians (OMJHL)     |
| 50 | Hector Marini  | Jobb szélső | Kanada                    | New York Islanders  | Sudbury Wolves (OMJHL)         |
| 51 | Bruce Andres   | Jobb szélső | Kanada                    | New York Islanders  | New Westminster Bruins (WCHL)  |
| 52 | Mike Forbes    | Védő        | Kanada                    | Boston Bruins       | St. Catharines Fincups (OMJHL) |
| 53 | Dave Hoyda     | Bal szélső  | Kanada                    | Philadelphia Flyers | Portland Winter Hawks (WCHL)   |
| 54 | Gordie Roberts | Védő        | Amerikai Egyesült Államok | Montréal Canadiens  | New England Whalers (WHA)      |
|    |                |             |                           |                     |                                |

### Negyedik kör
| #  | Játékos           | Poszt       | Nemzetiség                | NHL-csapat            | Egyetem/junior/klub csapat              |
| -- | ----------------- | ----------- | ------------------------- | --------------------- | --------------------------------------- |
| 55 | John Hilworth     | Védő        | Kanada                    | Detroit Red Wings     | Medicine Hat Tigers (WCHL)              |
| 56 | Dave Morrow       | Védő        | Kanada                    | Vancouver Canucks     | Calgary Centennials (WCHL)              |
| 57 | Nelson Burton     | Bal szélső  | Kanada                    | Washington Capitals   | Quebec Remparts (QMJHL)                 |
| 58 | Murray Bannerman  | Kapus       | Kanada                    | Vancouver Canucks     | Victoria Cougars (WCHL)                 |
| 59 | John Baby         | Védő        | Kanada                    | Cleveland Barons      | Sudbury Wolves (OMJHL)                  |
| 60 | Randy Ireland     | Kapus       | Kanada                    | Chicago Black Hawks   | Portland Winter Hawks (WCHL)            |
| 61 | Kevin McCloskey   | Védő        | Amerikai Egyesült Államok | Minnesota North Stars | Calgary Centennials (WCHL)              |
| 62 | Mario Marois      | Védő        | Kanada                    | New York Rangers      | Quebec Remparts (QMJHL)                 |
| 63 | Tony Currie       | Jobb szélső | Kanada                    | St. Louis Blues       | Portland Winter Hawks (WCHL)            |
| 64 | Rob Holland       | Kapus       | Kanada                    | Montréal Canadiens    | Montréal Juniors (QMJHL)                |
| 65 | Dan Eastman       | Jobb szélső | Kanada                    | Toronto Maple Leafs   | London Knights (OMJHL)                  |
| 66 | Mark Johnson      | Center      | Amerikai Egyesült Államok | Pittsburgh Penguins   | University of Wisconsin (WCHA)          |
| 67 | Yves Guillemette  | Kapus       | Kanada                    | Philadelphia Flyers   | Shawinigan Dynamos (QMJHL)              |
| 68 | Bill Stewart      | Védő        | Kanada                    | Buffalo Sabres        | Niagara Falls Flyers (OMJHL)            |
| 69 | Steve Stoyanovich | Center      | Kanada                    | New York Islanders    | Rensselaer Polytechnic Institute (ECAC) |
| 70 | Brian McGregor    | Jobb szélső | Kanada                    | Boston Bruins         | Saskatoon Blades (WCHL)                 |
| 71 | Rene Hamelin      | Bal szélső  | Kanada                    | Philadelphia Flyers   | Shawinigan Dynamos (QMJHL)              |
| 72 | Jim Craig         | Kapus       | Amerikai Egyesült Államok | Atlanta Flames        | Bostoni Egyetem (ECAC)                  |
|    |                   |             |                           |                       |                                         |

### Ötödik kör
| #  | Játékos             | Poszt      | Nemzetiség                | NHL-csapat            | Egyetem/junior/klub csapat      |
| -- | ------------------- | ---------- | ------------------------- | --------------------- | ------------------------------- |
| 73 | Jim Korn            | Védő       | Amerikai Egyesült Államok | Detroit Red Wings     | Providence College (ECAC)       |
| 74 | Mike Dwyer          | Bal szélső | Kanada                    | Colorado Rockies      | Niagara Falls Flyers (OMJHL)    |
| 75 | Denis Turcotte      | Center     | Kanada                    | Washington Capitals   | Quebec Remparts (QMJHL)         |
| 76 | Steve Hazlett       | Center     | Kanada                    | Vancouver Canucks     | St. Catharines Fincups (OMJHL)  |
| 77 | Owen Lloyd          | Védő       | Kanada                    | Cleveland Barons      | Medicine Hat Tigers (WCHL)      |
| 78 | Gary Platt          | Védő       | Kanada                    | Chicago Black Hawks   | Verdun Éperviers (QMJHL)        |
| 79 | Bob Parent          | Védő       | Kanada                    | Minnesota North Stars | Kingston Canadians (OMJHL)      |
| 80 | Benoit Gosselin     | Bal szélső | Kanada                    | New York Rangers      | Trois-Rivières Draveurs (QMJHL) |
| 81 | Bruce Hamilton      | Bal szélső | Kanada                    | St. Louis Blues       | Saskatoon Blades (WCHL)         |
| 82 | Curt Christofferson | Védő       | Amerikai Egyesült Államok | Atlanta Flames        | Colorado College (WCHA)         |
| 83 | John Wilson         | Bal szélső | Kanada                    | Toronto Maple Leafs   | Windsor Spitfires (OMJHL)       |
| 84 | Julian Baretta      | Kapus      | Kanada                    | Los Angeles Kings     | University of Wisconsin (WCHA)  |
| 85 | Warren Holmes       | Center     | Kanada                    | Los Angeles Kings     | Ottawa 67's (OMJHL)             |
| 86 | Rich Sirois         | Kapus      | Kanada                    | Buffalo Sabres        | Laval National (QMJHL)          |
| 87 | Markus Mattsson     | Kapus      | Finnország                | New York Islanders    | Tampere Ilves (SM-liiga)        |
| 88 | Doug Butler         | Védő       | Kanada                    | Boston Boston         | Saint Louis University (CCHA)   |
| 89 | Dan Clark           | Védő       | Kanada                    | Philadelphia Flyers   | Kamloops Chiefs (WCHL)          |
| 90 | Gaetan Rochette     | Bal szélső | Kanada                    | Montréal Canadiens    | Shawinigan Dynamos (QMJHL)      |
|    |                     |            |                           |                       |                                 |

### Hatodik kör
| #   | Játékos          | Poszt       | Nemzetiség                | NHL-csapat            | Egyetem/junior/klub csapat               |
| --- | ---------------- | ----------- | ------------------------- | --------------------- | ---------------------------------------- |
| 91  | Jim Baxter       | Kapus       | Kanada                    | Detroit Red Wings     | Union College (ECAC D-II)                |
| 92  | Dan Lempe        | Center      | Amerikai Egyesült Államok | Colorado Rockies      | University of Minnesota-Duluth (WCHA)    |
| 93  | Perry Schnarr    | Jobb szélső | Kanada                    | Washington Capitals   | University of Denver (WCHA)              |
| 94  | Brian Drumm      | Bal szélső  | Kanada                    | Vancouver Canucks     | Peterborough Petes (OMJHL)               |
| 95  | Jeff Allan       | Védő        | Kanada                    | Cleveland Barons      | Hull Olympiques (QMJHL)                  |
| 96  | Jack O'Callahan  | Védő        | Amerikai Egyesült Államok | Chicago Black Hawks   | Boston University (ECAC)                 |
| 97  | Jamie Gallimore  | Bal szélső  | Kanada                    | Minnesota North Stars | Kamloops Chiefs (WCHL)                   |
| 98  | John Bethel      | Bal szélső  | Kanada                    | New York Rangers      | Boston University (ECAC)                 |
| 99  | Gary McMonagle   | Center      | Kanada                    | St. Louis Blues       | Peterborough Petes (OMJHL)               |
| 100 | Bernard Harbec   | Center      | Kanada                    | Atlanta Flames        | Laval National (QMJHL)                   |
| 101 | Roy Sommer       | Bal szélső  | Amerikai Egyesült Államok | Toronto Maple Leafs   | Calgary Centennials (WCHL)               |
| 102 | Greg Millen      | Kapus       | Kanada                    | Pittsburgh Penguins   | Peterborough Petes (OMJHL)               |
| 103 | Randy Rudnyk     | Jobb szélső | Kanada                    | Los Angeles Kings     | New Westminster Bruins (WCHL)            |
| 104 | Wayne Ramsey     | Védő        | Kanada                    | Buffalo Sabres        | Brandon Wheat Kings (WCHL)               |
| 105 | Steve Letzgus    | Védő        | Amerikai Egyesült Államok | New York Islanders    | Michigan Technological University (WCHA) |
| 106 | Keith Johnson    | Védő        | Kanada                    | Boston Bruins         | Saskatoon Blades (WCHL)                  |
| 107 | Alain Chaput     | Center      | Kanada                    | Philadelphia Flyers   | Verdun Éperviers (QMJHL)                 |
| 108 | Bill Himmelright | Védő        | Amerikai Egyesült Államok | Montréal Canadiens    | University of North Dakota (WCHA)        |
|     |                  |             |                           |                       |                                          |

### Hetedik kör
| #   | Játékos             | Poszt       | Nemzetiség                | NHL-csapat            | Egyetem/junior/klub csapat         |
| --- | ------------------- | ----------- | ------------------------- | --------------------- | ---------------------------------- |
| 109 | Randy Wilson        | Bal szélső  | Amerikai Egyesült Államok | Detroit Red Wings     | Providence College (ECAC)          |
| 110 | Rick Doyle          | Bal szélső  | Kanada                    | Colorado Rockies      | London Knights (OMJHL)             |
| 111 | Rollie Boutin       | Kapus       | Kanada                    | Washington Capitals   | Lethbridge Broncos (WCHL)          |
| 112 | Ray Creasy          | Center      | Kanada                    | Vancouver Canucks     | New Westminster Bruins (WCHL)      |
| 113 | Mark Toffolo        | Védő        | Amerikai Egyesült Államok | Cleveland Barons      | Chicoutimi Saguenéens (QMJHL)      |
| 114 | Floyd Lahache       | Védő        | Kanada                    | Chicago Black Hawks   | Sherbrooke Castors (QMJHL)         |
| 115 | Jean-Pierre Sanvido | Kapus       | Kanada                    | Minnesota North Stars | Trois-Rivières Dravuers (QMJHL)    |
| 116 | Bob Sullivan        | Bal szélső  | Kanada                    | New York Rangers      | Chicoutimi Saguenéens (QMJHL)      |
| 117 | Matti Forss         | Center      | Finnország                | St. Louis Blues       | Rauma Lukko(SM-liiga)              |
| 118 | Bob Gould           | Jobb szélső | Kanada                    | Atlanta Flames        | University of New Hampshire (ECAC) |
| 119 | Lynn Jorgenson      | Bal szélső  | Kanada                    | Toronto Maple Leafs   | Toronto Marlboros(OMJHL)           |
| 120 | Bob Suter           | Védő        | Amerikai Egyesült Államok | Los Angeles Kings     | University of Wisconsin (WCHA)     |
| 121 | Harald Luckner      | Center      | Svédország                | New York Islanders    | Färjestad BK (Elitserien)          |
| 122 | Ralph Cox           | Jobb szélső | Amerikai Egyesült Államok | Boston Bruins         | University of New Hampshire (ECAC) |
| 123 | Richard Dalpe       | Center      | Kanada                    | Philadelphia Flyers   | Trois-Rivières Dravuers (QMJHL)    |
| 124 | Richard Sevigny     | Kapus       | Kanada                    | Montréal Canadiens    | Sherbrooke Castors (QMJHL)         |
|     |                     |             |                           |                       |                                    |

### Nyolcadik kör
| #   | Játékos           | Poszt       | Nemzetiség                | NHL-csapat            | Egyetem/junior/klub csapat            |
| --- | ----------------- | ----------- | ------------------------- | --------------------- | ------------------------------------- |
| 125 | Ray Roy           | Center      | Amerikai Egyesült Államok | Detroit Red Wings     | Sherbrooke Castors (QMJHL)            |
| 126 | Joe Contini       | Center      | Kanada                    | Colorado Rockies      | St. Catharines Fincups (OMJHL)        |
| 127 | Brent Tremblay    | Védő        | Kanada                    | Washington Capitals   | Trois-Rivières Draveurs (QMJHL)       |
| 128 | Grant Eakin       | Bal szélső  | Kanada                    | Cleveland Barons      | Lethbridge Broncos (WCHL)             |
| 129 | Jeff Geiger       | Védő        | Kanada                    | Chicago Black Hawks   | Ottawa 67's (OMJHL)                   |
| 130 | Greg Tebbutt      | Védő        | Kanada                    | Minnesota North Stars | Regina Pats (WCHL)                    |
| 131 | Lance Nethery     | Center      | Kanada                    | New York Rangers      | Cornell University (ECAC)             |
| 132 | Raimo Hirvonen    | Védő        | Finnország                | St. Louis Blues       | HIFK (SM-liiga)                       |
| 133 | Jim Bennett       | Bal szélső  | Amerikai Egyesült Államok | Atlanta Flames        | Brown Egyetem (ECAC)                  |
| 134 | Kevin Howe        | Védő        | Kanada                    | Toronto Maple Leafs   | Sault Ste. Marie Greyhounds (OMJHL)   |
| 135 | Pete Peeters      | Kapus       | Kanada                    | Philadelphia Flyers   | Medicine Hat Tigers (WCHL)            |
| 136 | Clint Eccles      | Bal szélső  | Kanada                    | Philadelphia Flyers   | Kamloops Chiefs (WCHL)                |
| 137 | Keith Hendrickson | Védő        | Amerikai Egyesült Államok | Montréal Canadiens    | University of Minnesota-Duluth (WCHA) |
| 138 | Mario Claude      | Védő        | Kanada                    | Boston Bruins         | Sherbrooke Castors (QMJHL)            |
| 139 | Mike Greeder      | Védő        | Amerikai Egyesült Államok | Philadelphia Flyers   | St. Paul Vulcanos (MWJHL)             |
| 140 | Mike Reilly       | Jobb szélső | Amerikai Egyesült Államok | Montréal Canadiens    | Colorado College (WCHA)               |
|     |                   |             |                           |                       |                                       |

### Kilencedik kör
| #   | Játékos        | Poszt       | Nemzetiség                | NHL-csapat           | Egyetem/junior/klub csapat         |
| --- | -------------- | ----------- | ------------------------- | -------------------- | ---------------------------------- |
| 141 | Kip Churchill  | Center      | Kanada                    | Detroit Red Wings    | Union College (ECAC D-II)          |
| 142 | Jack Hughes    | Védő        | Amerikai Egyesült Államok | Colorado Rockies     | Harvard Egyetem (ECAC)             |
| 143 | Don Micheletti | Bal szélső  | Amerikai Egyesült Államok | Washington Capitals  | University of Minnesota (WCHA)     |
| 144 | Steve Ough     | Védő        | Kanada                    | Chicago Black Hawks  | Laval National (QMJHL)             |
| 145 | Keith Hanson   | Védő        | Amerikai Egyesült Államok | MinnesotaNorth Stars | Dallas Stars Elite AAA (MWJHL)     |
| 146 | Alex Jeans     | Center      | Kanada                    | New York Rangers     | University of Toronto (OUAA)       |
| 147 | Björn Olsson   | Védő        | Svédország                | St. Louis Blues      | Färjestad BK (Elitserien)          |
| 148 | Tim Harrer     | Jobb szélső | Amerikai Egyesült Államok | Atlanta Flames       | University of Minnesota (WCHA)     |
| 149 | Ray Robertson  | Védő        | Kanada                    | Toronto Maple Leafs  | St. Lawrence University(ECAC)      |
| 150 | Tom Bauer      | Bal szélső  | Amerikai Egyesült Államok | Philadelphia Flyers  | Providence College (ECAC)          |
| 151 | Michel Bauman  | Bal szélső  | Kanada                    | Philadelphia Flyers  | Hull Olimpiques (QMJHL)            |
| 152 | Barry Borrett  | Kapus       | Kanada                    | Montréal Canadiens   | Cornwall Royals (QMJHL)            |
| 153 | Bruce Crowder  | Jobb szélső | Kanada                    | Philadelphia Flyers  | University of New Hampshire (ECAC) |
| 154 | Sid Tanchak    | Center      | Kanada                    | Montréal Canadiens   | Clarkson University (ECAC)         |
|     |                |             |                           |                      |                                    |

### Tizedik kör
| #   | Játékos          | Poszt       | Nemzetiség                | NHL-csapat          | Egyetem/junior/klub csapat         |
| --- | ---------------- | ----------- | ------------------------- | ------------------- | ---------------------------------- |
| 155 | Lance Gattoni    | Védő        | Kanada                    | Detroit Red Wings   | University of Toronto (OUAA)       |
| 156 | Archie Henderson | Jobb szélső | Kanada                    | Washington Capitals | Victoria Cougars (WCHL)            |
| 157 | Pete Raps        | Bal szélső  | Kanada                    | New York Rangers    | Western Michigan University (CCHA) |
| 158 | Rob Nicholson    | Védő        | Amerikai Egyesült Államok | Philadelphia Flyers | St. Paul Vulcanos (MWJHL)          |
| 159 | Dave Isherwood   | Center      | Kanada                    | Philadelphia Flyers | Winnipeg Monarch (WCHL)            |
| 160 | Mark Holden      | Kapus       | Amerikai Egyesült Államok | Montréal Canadiens  | Brown Egyetem (ECAC)               |
| 161 | Steve Jones      | Kapus       | Kanada                    | Philadelphia Flyers | Ohio State University (CCHA)       |
| 162 | Craig Laughlin   | Jobb szélső | Kanada                    | Montréal Canadiens  | Clarkson University (ECAC)         |
|     |                  |             |                           |                     |                                    |

### Tizenegyedik kör
| #   | Játékos      | Poszt       | Nemzetiség                | NHL-csapat          | Egyetem/junior/klub csapat         |
| --- | ------------ | ----------- | ------------------------- | ------------------- | ---------------------------------- |
| 163 | Rob Plumb    | Bal szélső  | Kanada                    | Detroit Red Wings   | Kingston Canadians (OMJHL)         |
| 164 | Mike Brown   | Jobb szélső | Amerikai Egyesült Államok | New York Rangers    | Western Michigan University (CCHA) |
| 165 | Jim Trainor  | Védő        | Amerikai Egyesült Államok | Philadelphia Flyers | Harvard Egyetem (ECAC)             |
| 166 | Barry Duench | Center      | Kanada                    | Philadelphia Flyers | Kitchener Rangers (OMJHL)          |
| 167 | Dan Poulin   | Védő        | Kanada                    | Montréal Canadiens  | Chicoutimi Saguenéens (QMJHL)      |
| 168 | Rod McNair   | Védő        | Kanada                    | Philadelphia Flyers | Ohio State University (CCHA)       |
| 169 | Tom McDonell | Center      | Kanada                    | Montréal Canadiens  | Ottawa 67's (OMJHL)                |
|     |              |             |                           |                     |                                    |

### Tizenkettedik kör
| #   | Játékos        | Poszt       | Nemzetiség | NHL-csapat          | Egyetem/junior/klub csapat      |
| --- | -------------- | ----------- | ---------- | ------------------- | ------------------------------- |
| 170 | Alain Belanger | Bal szélső  | Kanada     | Detroit Red Wings   | Trois-Rivières Draveurs (QMJHL) |
| 171 | Mark Miller    | Bal szélső  | Kanada     | New York Rangers    | University of Michigan (WCHA)   |
| 172 | Mike Laycock   | Kapus       | Kanada     | Philadelphia Flyers | Brown Egyetem (ECAC)            |
| 173 | Cary Farelli   | Jobb szélső | Kanada     | Montréal Canadiens  | Toronto Marlboros (OMJHL)       |
| 174 | Carey Walker   | Kapus       | Kanada     | Montréal Canadiens  | New Westminster Bruins (WCHL)   |
|     |                |             |            |                     |                                 |

### Tizenharmadik kör
| #   | Játékos      | Poszt       | Nemzetiség                | NHL-csapat         | Egyetem/junior/klub csapat            |
| --- | ------------ | ----------- | ------------------------- | ------------------ | ------------------------------------- |
| 175 | Dean Willers | Jobb szélső | Egyesült Királyság        | Detroit Red Wings  | Union College (ECAC D-II)             |
| 176 | Mark Wells   | Center      | Amerikai Egyesült Államok | Montréal Canadiens | Bowling Green University (CCHA)       |
| 177 | Stan Palmer  | Védő        | Amerikai Egyesült Államok | Montréal Canadiens | University of Minnesota-Duluth (WCHA) |
|     |              |             |                           |                    |                                       |

### Tizennegyedik kör
| #   | Játékos         | Poszt  | Nemzetiség | NHL-csapat         | Egyetem/junior/klub csapat      |
| --- | --------------- | ------ | ---------- | ------------------ | ------------------------------- |
| 178 | Roland Cloutier | Center | Kanada     | Detroit Red Wings  | Trois-Rivières Draveurs (QMJHL) |
| 179 | Jean Belisle    | Kapus  | Kanada     | Montréal Canadiens | Chicoutimi Saguenéens (QMJHL)   |
| 180 | Bob Daly        | Kapus  | Kanada     | Montréal Canadiens | Ottawa 67's (OMJHL)             |
|     |                 |        |            |                    |                                 |

### Tizenötödik kör
| #   | Játékos       | Poszt       | Nemzetiség                | NHL-csapat         | Egyetem/junior/klub csapat                     |
| --- | ------------- | ----------- | ------------------------- | ------------------ | ---------------------------------------------- |
| 181 | Ed Hill       | Jobb szélső | Amerikai Egyesült Államok | Detroit Red Wings  | University of Vermont (ECAC)                   |
| 182 | Bob Boileau   | Jobb szélső | Kanada                    | Montréal Canadiens | Boston University (ECAC)                       |
| 183 | John Costello | Center      | Amerikai Egyesült Államok | Montréal Canadiens | University of Massachusetts Lowell (ECAC D-II) |
|     |               |             |                           |                    |                                                |

### Tizenhatodik kör
| #   | Játékos   | Poszt      | Nemzetiség                | NHL-csapat        | Egyetem/junior/klub csapat |
| --- | --------- | ---------- | ------------------------- | ----------------- | -------------------------- |
| 184 | Val James | Bal szélső | Amerikai Egyesült Államok | Detroit Red Wings | Quebec Remparts (QMJHL)    |
|     |           |            |                           |                   |                            |

### Tizenhetedik kör
| #   | Játékos     | Poszt       | Nemzetiség | NHL-csapat        | Egyetem/junior/klub csapat |
| --- | ----------- | ----------- | ---------- | ----------------- | -------------------------- |
| 185 | Grant Morin | Jobb szélső | Kanada     | Detroit Red Wings | Calgary Centennials (WCHL) |
|     |             |             |            |                   |                            |